# Houwerzijl
Houwerzijl (en groningois : Houwerziel, en bas saxon : Haauwerziel) est un village de la commune néerlandaise de Het Hogeland, situé dans la province de Groningue.

## Géographie
Le village est situé dans le nord-ouest de la province, à 20 km au nord-ouest de Groningue.

## Histoire
Houwerzijl fait partie de la commune de De Marne avant le 1er janvier 2019, où celle-ci est supprimée et fusionnée avec Bedum, Eemsmond et Winsum pour former la nouvelle commune de Het Hogeland.

## Démographie
Le 1er janvier 2018, le village comptait 170 habitants.

## Sites et monuments
- Le village abrite la Theefabriek, musée et boutique consacrés au thé[2].